# Kozerki Open 2025
Il Kozerki Open 2025 è stato un torneo maschile di tennis professionistico. È stata la 4ª edizione del torneo, facente parte della categoria Challenger 75 nell'ambito dell'ATP Challenger Tour 2025, con un montepremi di 91 000 €. Si è giocato dal 4 al 10 agosto 2025 sui campi in cemento del Akademia Tenisowa Tenis Kozerki di Grodzisk Mazowiecki, in Polonia.

## Partecipanti

### Teste di serie
| Nazionalità | Giocatore            | Ranking* | Testa di serie |
| ----------- | -------------------- | -------- | -------------- |
| Polonia     | Kamil Majchrzak      | 81       | 1              |
| Croazia     | Dino Prižmić         | 127      | 2              |
| Francia     | Harold Mayot         | 157      | 3              |
| Francia     | Kyrian Jacquet       | 163      | 4              |
| Svizzera    | Marc-Andrea Hüsler   | 174      | 5              |
| Italia      | Francesco Maestrelli | 178      | 6              |
| Francia     | Calvin Hemery        | 181      | 7              |
| Francia     | Hugo Grenier         | 192      | 8              |

* Ranking al 28 luglio 2025.

### Altri partecipanti
I seguenti giocatori hanno ricevuto una wild card per il tabellone principale:
- Tomasz Berkieta
- Maks Kaśnikowski
- Olaf Pieczkowski

Il seguente giocatore è entrato in tabellone con il ranking protetto:
- Il'ja Ivaška

Il seguente giocatore è entrato in tabellone come special exempt:
- Alexandr Binda

Il seguente giocatore è entrato in tabellone nell'ambito del Next Gen Accelerator Programme:
- Petr Brunclík

I seguenti giocatori sono entrati in tabellone come alternate:
- Cui Jie
- Giulio Zeppieri

I seguenti giocatori sono passati dalle qualificazioni:
- Radu Albot
- Maximus Jones
- Daniil Glinka
- Rafael Jódar
- Abedallah Shelbayh
- Filip Pieczonka

## Punti e montepremi
| Torneo    | Torneo              | V      | F     | SF    | QF    | 2T    | 1T  | Q | Q2  | Q1  |
| Singolare | Punti               | 75     | 44    | 22    | 12    | 6     | 0   | 4 | 2   | 0   |
| Singolare | Premi in denaro (€) | 12 980 | 7 620 | 4 550 | 2 635 | 1 535 | 950 | – | 360 | 185 |
| Doppio    | Punti               | 75     | 44    | 22    | 12    | –     | 0   | – | –   | –   |
| Doppio    | Premi in denaro (€) | 4 250  | 2 450 | 1 480 | 880   | –     | 500 | – | –   | –   |

## Campioni

### Singolare
Kamil Majchrzak ha sconfitto in finale  Dino Prižmić con il punteggio di 6–4, 6–3.

### Doppio
Thijmen Loof /  Arthur Reymond hanno sconfitto in finale  Nam Ji-sung /  Takeru Yuzuki con il punteggio di 6–4, 6(3)–7, [16–14].